# Ectropothecium urceolatum
Ectropothecium urceolatum är en bladmossart som beskrevs av Mitten 1869. Ectropothecium urceolatum ingår i släktet Ectropothecium och familjen Hypnaceae. Inga underarter finns listade i Catalogue of Life.